# Exetastes gracilicornis
Exetastes gracilicornis là một loài tò vò trong họ Ichneumonidae.